# Bernhard Heitz
Bernhard Heitz (* 1. März 1942 in Rosendahl, Nordrhein-Westfalen, Deutschland) ist ein deutsch-österreichischer altkatholischer Geistlicher. Er war von 1994 bis 2007 der fünfte Bischof der altkatholischen Kirche Österreichs.

## Biographie
Nach dem Abitur in Bonn studierte er von 1963 bis 1970 in Trier und Hennef Philosophie und Theologie. 1972 schloss er das Studium der Sozialpädagogik ab. Danach war er von 1972 bis 1980 als wissenschaftlicher Lehrer und Internatserzieher im Collegium Josephinum Bonn tätig. 1969 wurde er in der römisch-katholischen Kirche zum Priester geweiht. Heitz gehörte dem Redemptoristenorden an.
Nach seinem Übertritt zur altkatholischen Kirche war er von 1981 bis 1994 altkatholischer Pfarrer in Rosenheim (seit 1991 als Dekan).
Nach der Wahl durch die Synode wurde er am 18. Dezember 1994 in Wien als Nachfolger von Nikolaus Hummel zum altkatholischen Bischof von Österreich geweiht. Sein bischöflicher Wahlspruch lautete „Du stellst meine Füße auf weiten Raum“ (Psalm 31,9 ).
Er ist mit Monika Heitz geb. Lamers verheiratet und seit 1998 österreichischer Staatsbürger.
Im Juni 2007 teilte Heitz mit, dass er Ende des Jahres aus dem Amt scheiden möchte. Sein Nachfolger im Bischofsamt wurde Johannes Okoro.